# Harold Faltermeyer
Hans Hugo Harold Faltermeier (München, 1952. október 5. –), ismertebb nevén Harold Faltermeyer kétszeres Grammy-díjas német zenész, zeneszerző és lemezproducer.
Faltermeyer leginkább arról ismert, hogy ő szerezte a Beverly Hills-i zsaru betétdalát, az Axel F-et. Ő szerezte továbbá a Top Gun című film főcímdalát is, illetve a Fletch és a Fletch Lives című filmek zenéjét is. A Beverly Hills-i zsaru és a Top Gun főcímzenéje révén elnyerte a Grammy-díjat.
Számos ismert popsztárral dolgozott együtt, köztük Donna Summerrel, Amanda Learrel, Patti LaBelle-lel, Barbra Streisanddal, Glenn Frey-jel, a Blondie-val, Laura Branigannel, La Toya Jacksonnal, Billy Idollal, Jennifer Rush-sal, Bonnie Tylerrel. és a Pet Shop Boysszal.

## Diszkográfia

### Albumok
- 1988: Worldhits
- 1988: Harold F.
- 2002: His Greatest Hits (2 CDs)
- 2007: Two Worlds – The Album